# Невозмутимый (фильм, 1991)
«Невозмутимый» («Холодный как камень», «Без эмоций» англ. Stone Cold) — кинофильм-боевик с Брайаном Босуортом и Лэнсом Хенриксеном в главных ролях. Картина провалилась в прокате и получила смешанные оценки критики.

## Сюжет
Банда байкеров под предводительством бывшего священника по кличке Чейнз терроризирует глубинку штата Миссисипи, подминая под себя не только организованную преступность, но и местные органы власти. В банду внедряют скандально известного полицейского, который сам почти байкер. Его оперативный псевдоним — Джон Стоун (это имя обыгрывается в названии фильма: Stone буквально означает «камень»). Байкеры не очень-то верят «новенькому», хотя он легко проходит все испытания на пути по «карьерной лестнице» их среды. Всякий раз ему удаётся отвести от себя подозрения в сотрудничестве с полицией, но всё же он ходит по острию ножа… Наконец, герой не без помощи своего нового напарника и прибывших по наводке полицейских, побеждает грандиозные силы байкеров, устроивших бойню прямо в зале суда столицы штата ради мести за одного из своих…

## В ролях
| Актёр             | Роль        |
| ----------------- | ----------- |
| Брайан Босуорт    | Джо Стоун   |
| Лэнс Хенриксен    | Чейнс Купер |
| Уильям Форсайт    | Айс         |
| Арабелла Хольцбог | Нэнси       |
| Сэм Макмюррей     | Лэнс        |

## Работа над картиной
В 1990 году карьера профессионального футболиста, звезды Сиэтл Сихокс Брайана «Боза» Босуорта закончилась досрочно, из-за травмы. Он был известной медиа-персоной, частым гостем на телевизионном экране: его приглашали на шоу Леттермана, футболист много снимался в рекламе. Продюсер Джерри Уэйнтрауб решил, что привлечение бывшего спортсмена на главную роль в будущем проекте Columbia Pictures может оказаться перспективным. Модель успешного сотрудничества бывших спортсменов не имевших актёрской подготовки (Ван Дамм, Сигал, Спикмэн) с кинематографом давала на то основания. Сценарий фильма «Невозмутимый» частично основывался на реальных событиях об офицере полиции внедренном в банду байкеров. Картина должна была стать ответом Columbia Pictures на действия конкурентов, жанр боевика был весьма популярен в начале 1990-х. Релиз «Невозмутимого» планировался на май 1991 года, в августе на экран выходил «Двойной удар» с Ван-Даммом.
Для знакомства с азами исполнительского мастерства Босуорт брал уроки в актёрской школе Гарольда Гускина в Нью-Йорке. Гонорар бывшего спортсмена составил $500 тыс., что было относительно немного по меркам жанра. Финальная сцена снималась в Литтл-Роке, в здании Капитолия штата Арканзас. Для массовки и в качестве дублеров было привлечено большое количество местных байкеров. Картина вышла в прокат 17 мая 1991 года на 1600 экранах. «Невозмутимый» стал дебютной и самой известной ролью Босуорта.

## Оценка
Предварительные показы в фокус группах, особенно среди женщин, давали хорошие результаты. Однако картина провалилась в прокате и получила низкие оценки специалистов. Критики отнеслись к картине достаточно прохладно. Отдельные элементы картины оказались на высоком уровне. Составляющая боевика: погони, экшн-сцены, работа каскадеров, специальные эффекты полностью соответствуют бюджету картины. Работа оператора Александра Грузински весьма профессиональна. Также можно отметить добротное исполнение ролей негативных персонажей, что очень важно в боевиках. Лэнс Хенриксен и Уильям Форсайт оказались весьма убедительны. Однако главная героиня в исполнении Арабеллы Хольцбог не продемонстрировала ничего особенного. Без проработанной романтической составляющей картина много проиграла. Фильм оказался неожиданно целомудренным и обошелся без откровенных сцен.
Критик Forbes Дэниел Болдуин сравнил картину с необработанным алмазом, который так и не попал в хорошие руки. Потенциал картины остался не раскрыт. Впрочем, критик отметил, что каждому, кто интересуется жанром байкерского кино, желательно познакомиться с фильмом. LA Times в лице Майкла Уилмингтона отметила крайне неубедительный сценарий картины, полный чрезмерного и необусловленного сюжетом садизма. New York Times отметил высокое качество элементов боевика в картине, но в целом дал ей низкую оценку. Известный журналист, редактор и автор нескольких книг Дейв Николс отметил «Невозмутимого» как один из лучших байкерских фильмов.
Провал высокобюджетной картины привел к тому что Крейг Баксли продолжил карьеру уже как режиссёр на телевидении.